# Henry Bergman

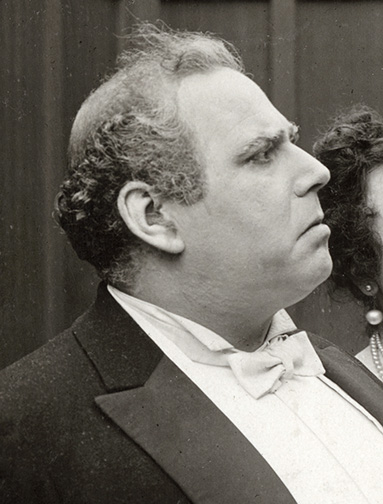
Henry Bergman 1917

Henry Bergman (ur. 23 lutego 1868 w San Francisco, zm. 22 października 1946 w Hollywood) – amerykański aktor filmowy i teatralny. Zasłynął z wieloletniej współpracy z Charlesem Chaplinem. Zagrał w ponad dwudziestu filmach komika, czasami wcielając się w role kobiece.

## Wybrana filmografia
- 1915: Jego nowe zajęcie
- 1916: Charlie kierownikiem działu
- 1916: Charlie na ślizgawce – pani Stout
- 1917: Imigrant – artysta
- 1918: Psie życie
- 1922: Dzień zapłaty
- 1931: Światła wielkiego miasta – burmistrz i sąsiad kwiaciarki